# 976 Benjamina
Benjamina (asteroide 976) é um asteroide da cintura principal com um diâmetro de 80,53 quilómetros, a 2,8996359 UA. Possui uma excentricidade de 0,0956237 e um período orbital de 2 096,96 dias (5,74 anos).
Benjamina tem uma velocidade orbital média de 16,63395747 km/s e uma inclinação de 7,65487º.
Esse asteroide foi descoberto em 27 de Março de 1922 por Benjamin Jekhowsky.